# Віндом (Міннесота)
Віндом (англ. Windom) — місто (англ. city) в США, в окрузі Коттонвуд штату Міннесота. Населення — 4798 осіб (2020).

## Географія
Віндом розташований за координатами 43°52′25″ пн. ш. 95°7′9″ зх. д. / 43.87361° пн. ш. 95.11917° зх. д. (43.873552, -95.119136).  За даними Бюро перепису населення США в 2010 році місто мало площу 11,23 км², з яких 10,78 км² — суходіл та 0,45 км² — водойми.

## Демографія
Згідно з переписом 2010 року, у місті мешкало 4646 осіб у 1994 домогосподарствах у складі 1201 родини. Густота населення становила 414 особи/км².  Було 2171 помешкання (193/км²).
Расовий склад населення:
| - 92,1 % — білих - 1,4 % — чорних або афроамериканців - 1,2 % — азіатів - 0,3 % — вихідців з тихоокеанських островів - 0,3 % — корінних американців - 3,7 % — осіб інших рас |

До двох чи більше рас належало 1,1 %. Частка іспаномовних становила 8,0 % від усіх жителів.
За віковим діапазоном населення розподілялося таким чином: 23,2 % — особи молодші 18 років, 55,6 % — особи у віці 18—64 років, 21,2 % — особи у віці 65 років та старші. Медіана віку мешканця становила 42,6 року. На 100 осіб жіночої статі у місті припадало 93,0 чоловіків;  на 100 жінок у віці від 18 років та старших — 89,9 чоловіків також старших 18 років.
Середній дохід на одне домашнє господарство  становив 53 163 долари США (медіана — 39 549), а середній дохід на одну сім'ю — 63 506 доларів (медіана — 53 813). Медіана доходів становила 44 779 доларів для чоловіків та 35 089 доларів для жінок. За межею бідності перебувало 26,4 % осіб, у тому числі 38,7 % дітей у віці до 18 років та 14,0 % осіб у віці 65 років та старших.
Цивільне працевлаштоване населення становило 2029 осіб. Основні галузі зайнятості: освіта, охорона здоров'я та соціальна допомога — 25,6 %, виробництво — 21,9 %, роздрібна торгівля — 12,0 %, науковці, спеціалісти, менеджери — 7,7 %.